# Tangara argyrofenges
A Tangara argyrofenges  a madarak osztályának verébalakúak (Passeriformes) rendjébe és a tangarafélék (Thraupidae) családjába tartozó  faj.

## Rendszerezése
A fajt Philip Lutley Sclater és Osbert Salvin írták le 1876-ban, a Calliste nembe Calliste argyrofenges néven.

## Alfajai
- Tangara argyrofenges argyrofenges (P. L. Sclater & Salvin, 1876)
- Tangara argyrofenges caeruleigularis Carriker, 1935[2]

## Előfordulása
Dél-Amerikában, az Andok keleti lejtőin, Bolívia, Ecuador és Peru területén honos. Természetes élőhelye szubtrópusi és trópusi hegyi esőerdők. Állandó, nem vonuló faj.

## Megjelenése
Átlagos testhossza 13 centiméter, testtömege 18–20 gramm.

## Életmódja
Gyümölcsökkel és rovarokkal táplálkozik.

## Természetvédelmi helyzete
Az elterjedési területe még nagyon nagy, de valószínűleg gyorsan csökkenni fog, egyedszáma is csökken. A Természetvédelmi Világszövetség Vörös listáján sebezhető fajként szerepel.